# Dancehall
Dancehall (či ragga) je taneční styl vycházející z reggae. Vznikl jako tanečnější verze roots reggae koncem 70. let 20. století, nazvaný podle míst, kde se scházeli tanečníci a vystupovaly soundsystémy.[zdroj?] Jeho charakteristickým rysem je frázovaný zpěv, syrový rytmus a jenom částečný, skoro minimalistický hudební doprovod (v počátcích především rub-a-dub[ujasnit]).
V druhé polovině 80. let se začaly využívat elektronické zvuky. Přesto má svým důrazem na rytmiku blíž k autentické africké hudbě a hip-hopu než roots reggae. Dominantní místo má projev DJe, zvaný raggamuffin či toasting. Kromě změny hudebního výrazu došlo i k posunu v obsahu sdělení. Texty, pronášené často v jamajském nářečí patois, nyní namísto hlásání rastafariánské zvěsti, čerpají náměty zejména z drsného života v ghettu. Nechybí silácké pózy, motivy násilí (zbraně, vraždy, znásilnění apod.), ani sexistické narážky a výpady proti homosexuálům. Tato témata spojená s nástupem tanečnějšího a agresivnějšího dancehallu na úkor roots reggae odrážela náladu a sociální situaci v ghettech, která se podstatně změnila po volbách[jaký?][kde?] v roce 1980, kdy se vlády chopila konzervativní JLP[ujasnit], jejíž politika zredukovala sociální výdaje a vůbec zmařila naděje mnohých rastafariánů. Teprve v první půli 90. let 20. století dochází k renesanci rastafariánské rétoriky[ujasnit] (převážně Bobo Ashanti), tentokrát však již na dancehallovém podkladě. K nejslavnějším jménům dancehallové scény patří Yellowman, Barrinton Levy, Sister Nancy, Shabba Ranks, Bounty Killer, Buju Banton, Sizzla, Beenie Man, Wonder Doul, Capleton, General Levy, Ninjaman, Elephant man, Vybz Kartel, Movado, či Lady Saw.[zdroj⁠?!]

Mezi nejznámější dancehallové taneční kroky patří např. “wine & dip”, “whine up”, “tek weh yuhself”, “dutty wine”, “boosie bounce”, “sweep”, “pon di river”, “willie bounce”, atd.